# 楊愛源
楊愛源（1887年1月—1959年1月2日），字星如，別號革非，山西省代州五台县人，中华民国政治人物。

## 生平

### 在晋軍的抬头
楊愛源生于一个農民家庭。1910年（宣統2年），他入保定陸軍軍官学校。1914年（民国3年）冬，他从第1期步兵科毕业。
毕业後他回到山西，加入閻錫山的晋軍。1917年（民国6年）8月，他任第1混成旅第1团团長。1924年（民国13年），他升任第6旅旅長。此後，他和馮玉祥的国民軍战斗。1926年（民国15年），他任晋綏軍第6師師長。1927年春，他任第2軍軍長。
1927年6月，閻錫山任北方国民革命軍总司令之際，楊愛源继续担任第2軍軍長。此后他和張作霖的奉军作战，立下军功。1928年（民国17年），他任国民政府軍事委員会委員、第3集团軍第3軍团总指揮，为攻下石家庄、北京、天津做出貢献。同年11月，他被任命为察哈爾省政府主席。
1930年（民国19年）4月，閻錫山为打倒蒋介石而发起中原大战，楊愛源任副指揮，统率4個軍。反蒋軍最后以敗北告終。閻錫山一度流亡日本，将晋綏軍托付给楊愛源和徐永昌，楊和徐对军队进行了缩编。
翌年1月，楊愛源转任第34軍軍長。8月，閻錫山重归山西省，楊任晋綏軍事整理委員会主任委員，重建并强化了晋綏軍。9月，楊兼任山西清乡督办。1935年（民国24年），他对省内全体公務員、中学校教師和学生实施了軍事訓練。

### 閻錫山的忠臣
1937年（民国26年）抗日战争爆发後，楊愛源任第二战区第6集团軍总司令，守备晋北。10月，他在第二战区前敵总指揮衛立煌的指揮下参加了忻口会战，抗击板垣征四郎的第5師团。1939年（民国28年），他升任第二战区副司令長官兼第6集团軍总司令。
閻錫山同进攻山西省的日本軍之間時和時战，借以保持自己的权力。楊愛源始终一貫遵循閻錫山的路线，忠实执行命令。1945年（民国34年）5月，楊任中国国民党第六届中央執行委員。
抗日战争勝利後的1946年（民国35年），楊愛源任太原綏靖公署副主任，成为山西省内仅次于閻錫山的第2号人物。此后他仍为閻錫山的忠实心腹，在第二次国共内战中同中国共産党领导的中国人民解放軍多次交战，逐渐处于劣势。
1949年（民国38年）3月，中国人民解放軍攻占太原近在眼前。楊愛源和徐永昌推动中華民国代总統李宗仁将阎锡山召到南京。阎锡山得到这一逃离太原的借口后，乘専用飛機飞往南京。4月，楊跟随閻逃到台湾。在台湾，楊愛源任总統府顧問委員会顧問。1952年（民国41年）10月他引退。
1959年1月2日，他在台北病逝。享年73岁。

## 参考文献

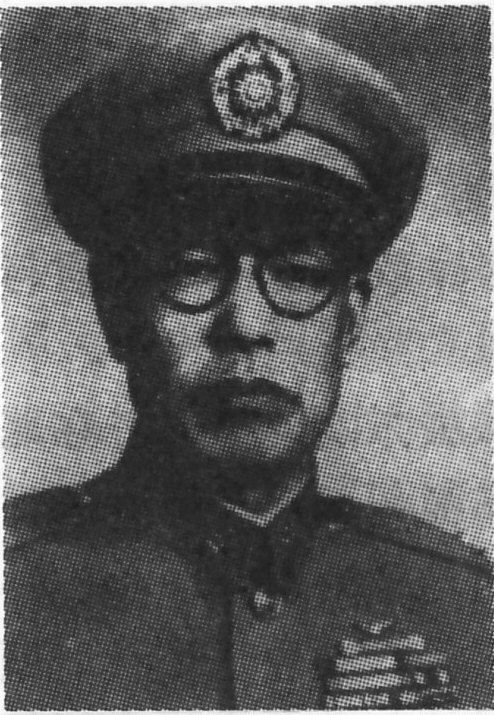
国共内战时期的楊愛源